# Nikita Bedrin
Nikita Bedrin, né le 6 janvier 2006 à Belgorod, est un pilote automobile russo-italien. En 2024, il participe au championnat de Formule 3 FIA avec l'écurie PHM AIX Racing.

## Biographie

### Karting
Nikita Bedrin commence sa carrière en karting en 2016 en Russie, où il gagne le championnat national. Il déménage ensuite suite en Italie pour participer aux championnats locaux. Il y remporte le championnat national et participe également au championnat d'Europe.

### Débuts en Formule 4

#### 2021: Début en monoplace

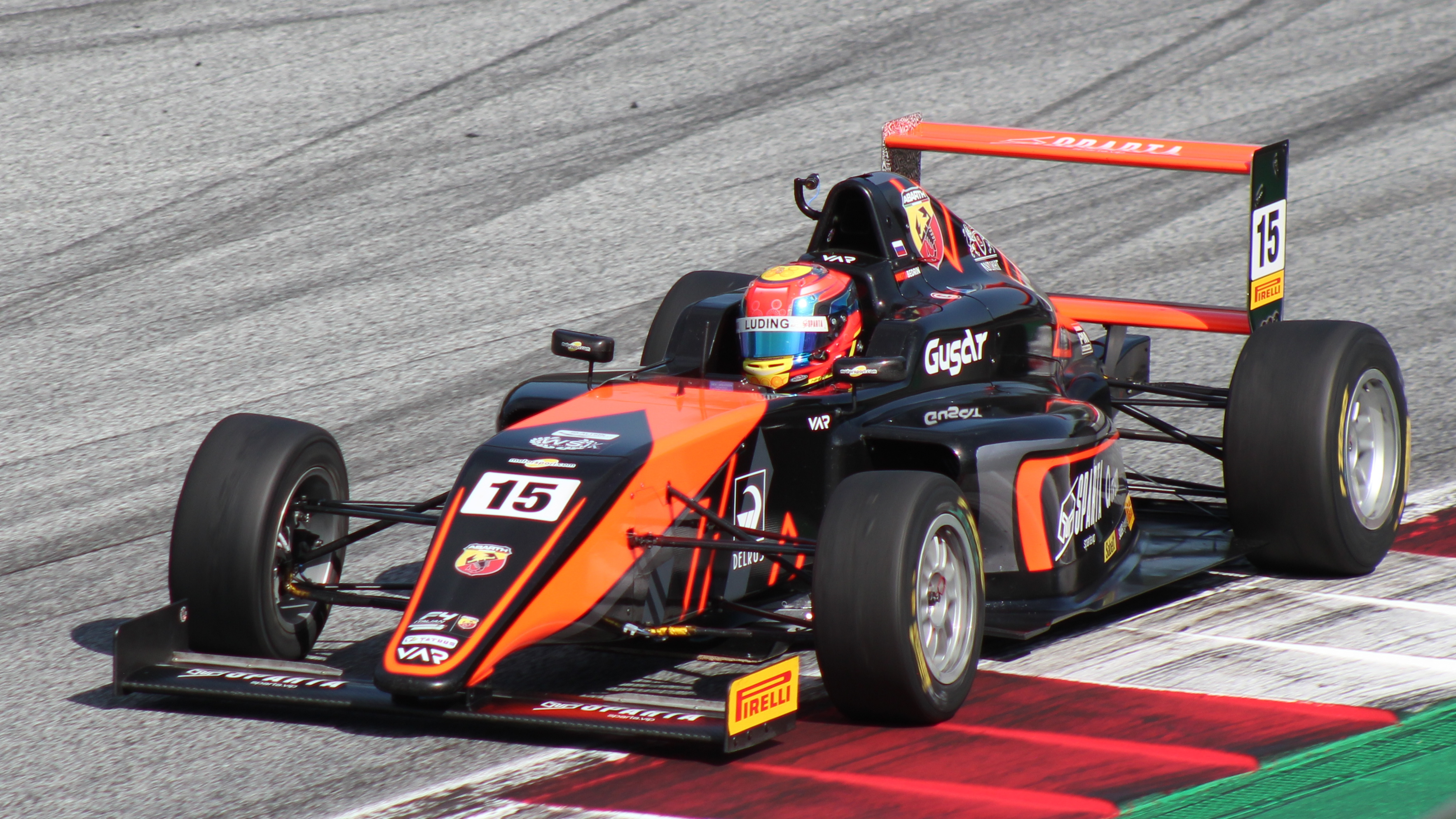
Nikita Bedrin en Formule 4 italienne en 2021 à Spielberg.

En 2021, Bedrin débute en monoplace en prenant par au championnat des Émirats arabes unis de Formule 4 avec Xcel Motorsport. Il monte sur son premier podium dès la deuxième épreuve avec une troisième place.
Il participe également au championnat d'Allemagne de Formule 4, ainsi qu'au championnat d'Italie de Formule 4 avec l'écurie Van Amersfoort Racing, aux côtés d'Oliver Bearman, Joshua Dufek, Bence Válint et Han Cenyu. Il termine huitième du championnat italien et cinquième du championnat allemand. Il remporte le titre de Rookie de l'année dans les deux championnats.

#### 2022

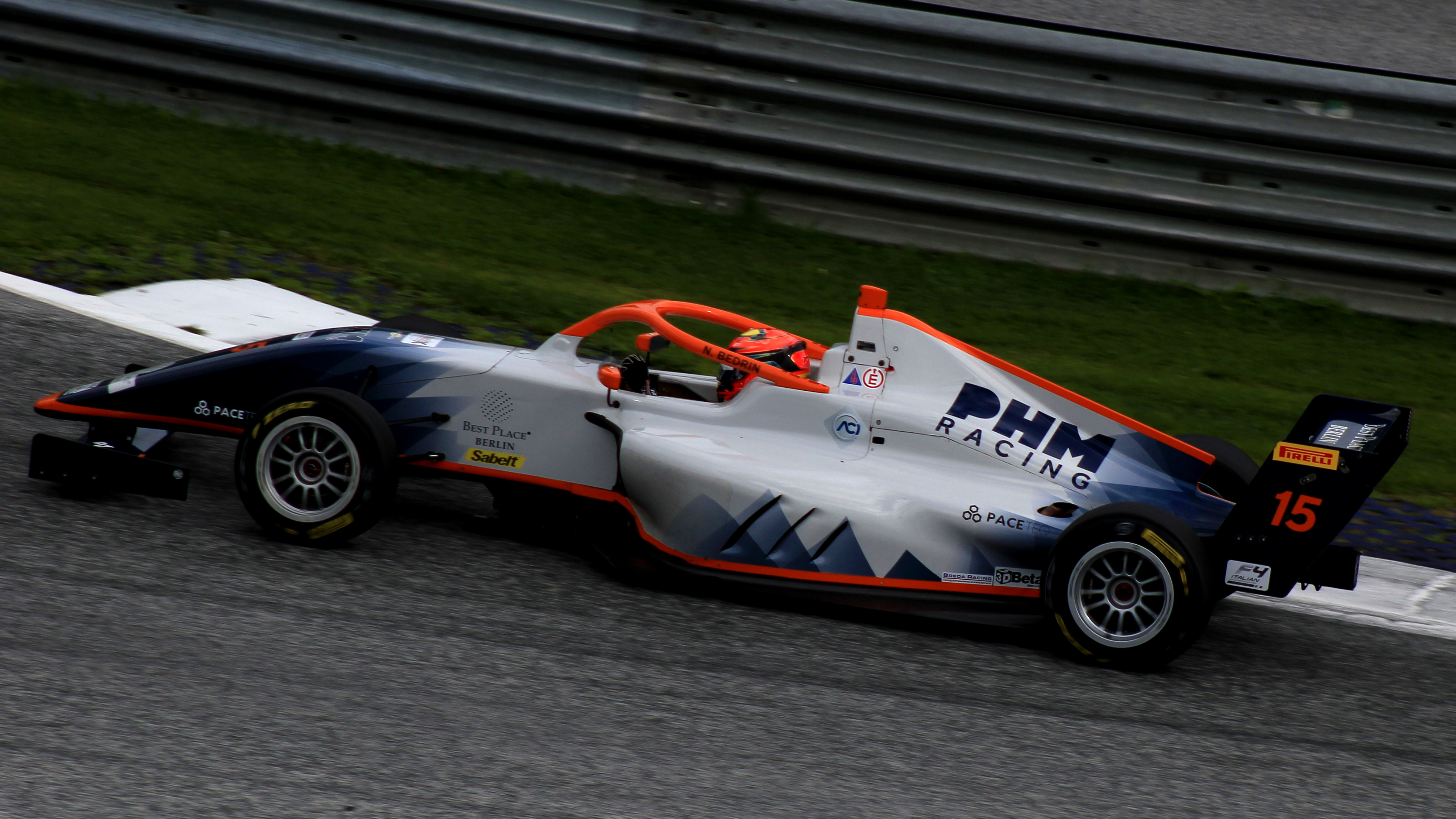
Nikita Bedrin en Formule 4 italienne en 2022 à Spielberg.

Bedrin mène à nouveau une triple campagne dans les championnats allemands, italiens et du Moyen-Orient en 2022, en s'engageant cette fois-ci avec PHM Racing.
Au Moyen-Orient, il termine quatrième du championnat avec 2 victoires, 6 podiums, 1 pole position et 198 points.
Il termine également quatrième dans le championnat allemand avec 1 victoire, 6 podiums et 175 points. En Italie, sa saison est plus difficile avec une onzième place finale, 2 podiums et 77 points.

### Formule Régionale Europe

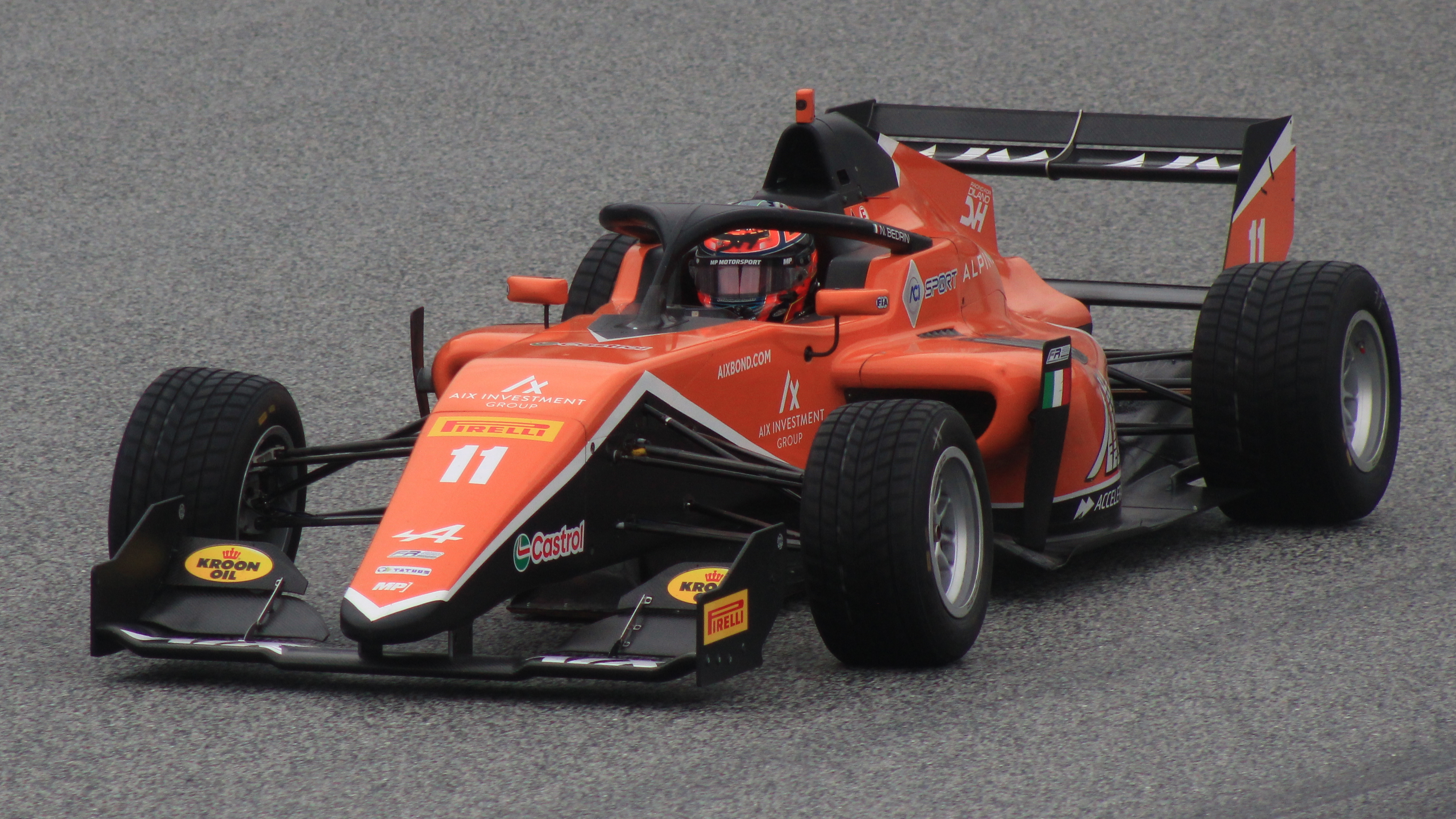
Nikita Bedrin en Formule Régionale en 2024 à Spielberg.

En 2023, le Russe dispute 4 courses Championnat d'Europe de Formule Régionale, d'abord avec Monolite Racing lors de la manche de Zandvoort, puis avec Van Amersfoort Racing lors de la dernière manche du championnat disputée à Hockenheim,. En 2024 il participe au championnat au sein de l'écurie MP Motorsport aux côtés de son compatriote Valerio Rinicella et de l'indien Nikhil Bohra. Lors de première course de l'année se déroulant sur le circuit de Hockenheim, il termine sixième. Le lendemain il termine à la huitième place. Lors de la troisième manche se déroulant sur le circuit de Zandvoort, il termine onzième de la première course puis neuvième de la course du lendemain. Lors de la cinquième manche disputée sur le circuit du Mugello, il termine huitième de la course du samedi puis seizième de la course du dimanche.
En raison de son engagement en Formule 3 FIA, il ne peut participer aux manches de Spa-Francorchamps, du Hungaroring et du Castellet. En février 2025, il rejoint le championnat du Moyen-Orient de Formule Régionale pour l'écurie française Saintéloc Racing. Pour sa première course, il termine à la neuvième place. Pour la deuxième course, il termine à la deuxième place, derrière  Akshay Bohra et devant Brando Badoer.

### Formule 3 FIA

#### 2023

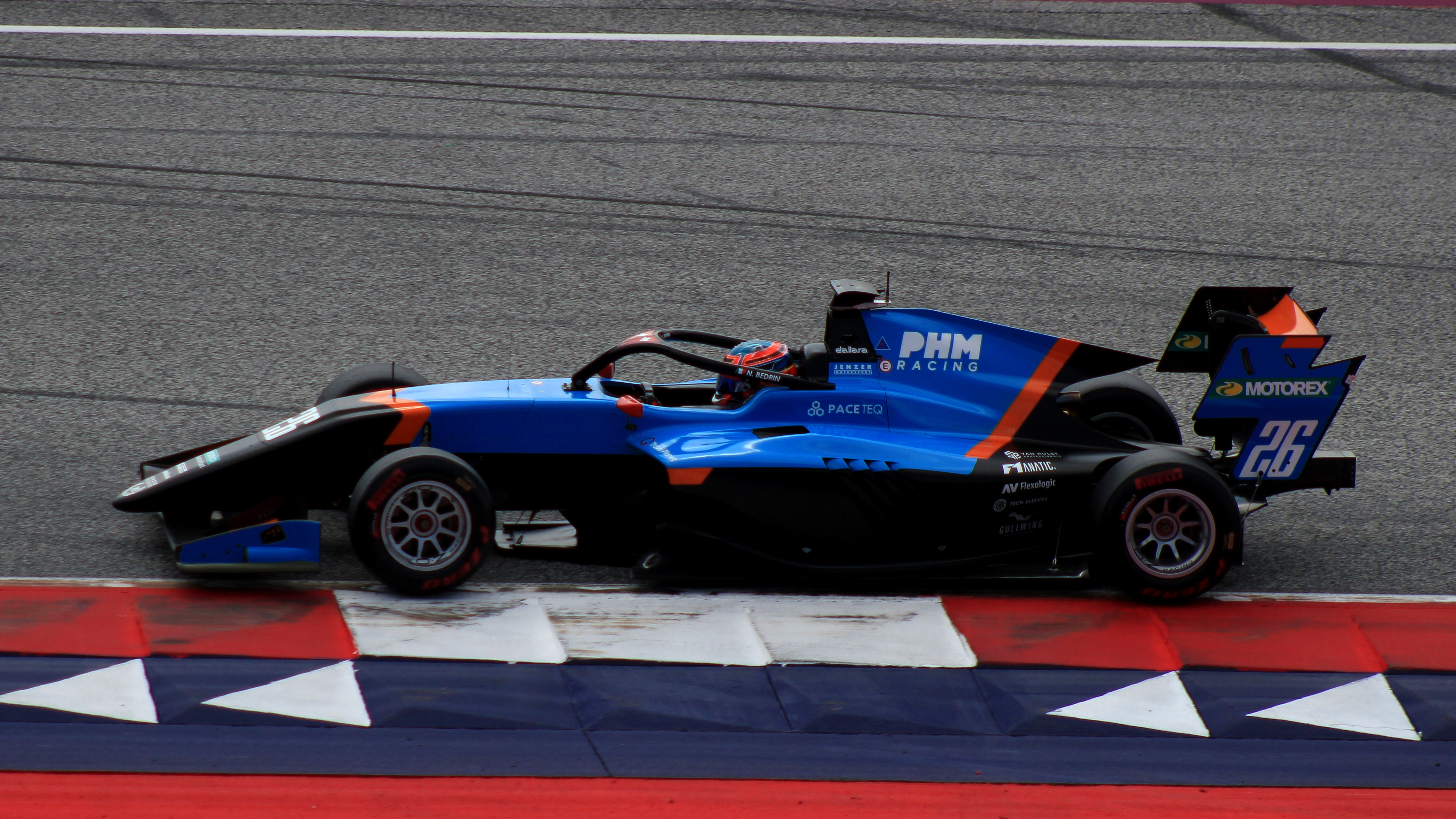
Nikita Bedrin en Formule 3 FIA en 2023 à Spielberg.

Bedrin rejoint le championnat de Formule 3 FIA 2023 avec Jenzer Motorsport, aux côtés de Taylor Barnard et d'Alex Garcia. Il marque son premier point dans le championnat en terminant 10e de la course sprint de Barcelone.
Après plusieurs courses sans marquer de points, il termine troisième de la course sprint en Hongrie, montant sur son premier podium dans le championnat. Il termine à nouveau troisième lors de la course principale de l'épreuve de Spa-Francorchamps. Il termine à la fin de la saison 18e avec un total de 24 points.

#### 2024
En 2024, le Russe rejoint PHM AIX Racing, aux côtés de Tasanapol Inthraphuvasak et de Joshua Dufek. Lors de la course sprint de l'épreuve de Sakhir, il termine treizième. Lors de la course principale, il franchit la ligne à la dix-huitième position, mais est reclassé à la vingtième position à la suiteàd'une pénalité de 5 secondes. En Australie, il marque ses premiers points avec une huitième place lors de la course principale.
Après plusieurs courses sans marquer de points, il termine neuvième lors de la course principale de Silverstone. Il remporte sa première victoire dans le championnat lors de la course sprint disputée sur le Hungaroring. Lors de la course principale, il termine septième. Il termine 19e du championnat avec 25 points, devant ses deux coéquipiers,.

## Résultats en carrière

### Résultats en Karting
| Saison   | Catégorie                              | Ecurie                | Classement |
| -------- | -------------------------------------- | --------------------- | ---------- |
| 2016     | Russian Championship — Super Mini      |                       | 1er        |
| 2016     | Trofeo Andrea Margutti — 60 Mini       | Vega                  | 14e        |
| 2016     | WSK Champions Cup — 60 Mini            | Vega                  | 28e        |
| 2016     | WSK Super Master Series — 60 Mini      |                       | 31e        |
| 2016     | Trofeo Industrie — 60 Mini             |                       | 1er        |
| 2016     | WSK Night Edition — 60 Mini            |                       | 1er        |
| 2016     | ROK Cup International Final — Mini ROK |                       | 30e        |
| 2016     | WSK Final Cup — 60 Mini                | Vega                  | 26e        |
| 2017     | South Garda Winter Cup — Mini ROK      | Baby Race Academy     | 2e         |
| 2017     | WSK Champions Cup — 60 Mini            | Baby Race Academy     | 3e         |
| 2017     | Trofeo Andrea Margutti — 60 Mini       | Baby Race Academy     | 2e         |
| 2017     | ROK Cup International Final — Mini ROK | Baby Race Academy     | 2e         |
| 2017     | Trofeo Industrie — 60 Mini             | Baby Race Academy     | 1er        |
| 2017     | WSK Super Master Series — 60 Mini      | Baby Race Academy     | 2e         |
| 2017     | WSK Final Cup — 60 Mini                | Baby Race Academy     | 6e         |
| 2018     | WSK Champions Cup — OKJ                | Baby Race Academy     | 8e         |
| 2018     | South Garda Winter Cup — OKJ           | Baby Race Academy     | 12e        |
| 2018     | CIK-FIA European Championship — OKJ    | Tony Kart Racing Team | 15e        |
| 2018     | CIK-FIA World Championship — OKJ       | Tony Kart Racing Team | 32e        |
| 2018     | WSK Final Cup — OKJ                    | Tony Kart Racing Team | 6e         |
| 2019     | Italian Championship — OKJ             |                       | 1er        |
| 2019     | South Garda Winter Cup — OKJ           | Tony Kart Racing Team | 7e         |
| 2019     | WSK Open Cup — OKJ                     | Tony Kart Racing Team | 5e         |
| 2019     | WSK Euro Series — OKJ                  | Tony Kart Racing Team | 3e         |
| 2019     | WSK Super Master Series — OKJ          | Tony Kart Racing Team | 7e         |
| 2019     | CIK-FIA European Championship — OKJ    | Tony Kart Racing Team | 5e         |
| 2019     | CIK-FIA World Championship — OKJ       | Tony Kart Racing Team | 10e        |
| 2019     | WSK Final Cup — OKJ                    | Tony Kart Racing Team | 2e         |
| 2020     | WSK Champions Cup — OK                 | Ward Racing           | 4e         |
| 2020     | South Garda Winter Cup — OK            | Ward Racing           | 5e         |
| 2020     | WSK Super Master Series — OK           | Ward Racing           | 1er        |
| 2020     | WSK Euro Series — OK                   | Ward Racing           | 4e         |
| 2020     | CIK-FIA European Championship — OK     | Ward Racing           | 4e         |
| 2020     | CIK-FIA World Championship — OK        | Ward Racing           | 29e        |
| Sources: |                                        |                       |            |

### Résultats en monoplace
| Saison | Championnat                                      | Écurie                | Courses | Victoires | Pole positions | Meilleurs tours | Podiums | Points | Classement |
| ------ | ------------------------------------------------ | --------------------- | ------- | --------- | -------------- | --------------- | ------- | ------ | ---------- |
| 2021   | Championnat des Émirats arabes unis de Formule 4 | Xcel Motorsport       | 9       | 0         | 0              | 0               | 1       | 71     | 11e        |
| 2021   | Championnat d'Italie de Formule 4                | Van Amersfoort Racing | 21      | 1         | 0              | 0               | 4       | 103    | 8e         |
| 2021   | Championnat d'Allemagne de Formule 4             | Van Amersfoort Racing | 18      | 1         | 0              | 0               | 5       | 147    | 5e         |
| 2022   | Championnat des Émirats arabes unis de Formule 4 | PHM Racing            | 19      | 2         | 1              | 1               | 6       | 198    | 4e         |
| 2022   | Championnat d'Italie de Formule 4                | PHM Racing            | 20      | 0         | 0              | 0               | 2       | 77     | 12e        |
| 2022   | Championnat d'Allemagne de Formule 4             | PHM Racing            | 18      | 1         | 0              | 1               | 6       | 175    | 4e         |
| 2023   | Formule Régionale Moyen-Orient                   | PHM Racing            | 15      | 2         | 2              | 0               | 2       | 78     | 8e         |
| 2023   | Formule 3                                        | Jenzer Motorsport     | 18      | 0         | 0              | 0               | 2       | 24     | 18e        |
| 2023   | Formule Régionale Europe                         | Monolite Racing       | 2       | 0         | 0              | 0               | 0       | 0†     | n.c        |
| 2023   | Formule Régionale Europe                         | Van Amersfoort Racing | 2       | 0         | 0              | 0               | 1       | 0†     | n.c        |
| 2024   | Formule 4 Émirats arabes                         | PHM AIX Racing        | 9       | 3         | 2              | 0               | 4       | 124    | 5e         |
| 2024   | Formule 3                                        | PHM AIX Racing        | 20      | 1         | 0              | 0               | 1       | 25     | 19e        |
| 2024   | Formule Régionale Europe                         | MP Motorsport         | 14      | 0         | 0              | 0               | 0       | 33     | 16e        |
| 2024   | Eurocup-3                                        | Drivex School         | 2       | 0         | 0              | 0               | 0       | 0†     | n.c        |
| 2025   | Formule Régionale Moyen-Orient                   | Saintéloc Racing      | 6       | 1         | 0              | 2               | 4       | 92     | 11e        |
| 2025   | Formule Régionale Europe                         | Saintéloc Racing      | 12      | 0         | 0              | 0               | 1       | 42     | 10e        |
| 2025   | Formule 3                                        | AIX Racing            | 2       | 0         | 0              | 0               | 0       | 17     | 20e        |

† Bedrin étant un pilote invité, il est inéligible à marquer des points